# Campionati del mondo di aquathlon del 2004
I Campionati del mondo di aquathlon del 2004 si sono tenuti a Madeira, Portogallo in data 5 maggio 2004.
Nella gara maschile ha vinto il neozelandese Shane Reed, mentre in quella femminile la neozelandese Samantha Warriner.

## Risultati

### Élite uomini
| Pos. | Nome                    | Paese         | Totale   |
| ---- | ----------------------- | ------------- | -------- |
|      | Shane Reed              | Nuova Zelanda | 00:29:25 |
|      | Csaba Kuttor            | Ungheria      | 00:29:48 |
|      | Kris Gemmell            | Nuova Zelanda | 00:29:56 |
| 4    | Gavin Noble             | Irlanda       | 00:30:59 |
| 5    | Brent Foster            | Nuova Zelanda | 00:31:04 |
| 6    | Peter Viana             | Italia        | 00:31:22 |
| 7    | Alberto Casadei         | Italia        | 00:31:25 |
| 8    | Olivier Anguenot        | Francia       | 00:31:38 |
| 9    | Pavel Simko             | Slovacchia    | 00:31:55 |
| 10   | Alberto Tartaglia       | Italia        | 00:32:00 |
| 11   | Muffett Trent           | Australia     | 00:32:01 |
| 12   | Alessandro Terranova    | Italia        | 00:32:02 |
| 13   | Michael Cornes          | Regno Unito   | 00:32:14 |
| 14   | Mat Reid                | Canada        | 00:32:25 |
| 15   | Christopher Lionnet     | Sudafrica     | 00:32:41 |
| 16   | Francesco Cecchin       | Italia        | 00:32:41 |
| 17   | Dusan Divinec           | Slovacchia    | 00:32:59 |
| 18   | Kevin Partridge         | Regno Unito   | 00:33:32 |
| 19   | Stephen Farrell         | Nuova Zelanda | 00:33:34 |
| 20   | Danilo Palmucci         | Italia        | 00:33:35 |
| 21   | Steve Duplinsky         | Stati Uniti   | 00:33:38 |
| 22   | Antonio Carlos Abrantes | Brasile       | 00:33:45 |
| 23   | Christopher Rhodes      | Regno Unito   | 00:33:47 |
| 24   | Jason Britton           | Canada        | 00:33:49 |
| 25   | Todd Menzel             | Stati Uniti   | 00:33:50 |
| 26   | Daniel Sa               | Regno Unito   | 00:33:50 |
| 27   | Paulo Henrique Lara     | Brasile       | 00:34:01 |
| 28   | Richard Munn            | Regno Unito   | 00:34:03 |
| 29   | Chris Tremonte          | Stati Uniti   | 00:34:14 |
| 30   | Lee Perry               | Regno Unito   | 00:34:14 |
| 31   | Robert Schmidt          | Australia     | 00:34:20 |
| 32   | Michal Lesko            | Slovacchia    | 00:34:27 |
| 33   | Nathan Nevid            | Stati Uniti   | 00:34:30 |
| 34   | Wesley Matos            | Brasile       | 00:34:36 |
| 35   | Andrew Farrell          | Stati Uniti   | 00:34:39 |
| 36   | Kyle Hughes             | Stati Uniti   | 00:34:39 |
| 37   | Stephen Kanowski        | Australia     | 00:35:01 |
| 38   | Bruno Cerqueira         | Brasile       | 00:35:07 |
| 39   | Russell Avery           | Stati Uniti   | 00:35:20 |
| 40   | Marco Grillo            | Paesi Bassi   | 00:35:25 |
| 41   | James Fletcher          | Regno Unito   | 00:35:52 |
| 42   | Eduardo Pacifico        | Brasile       | 00:35:54 |
| 43   | Phil Parsons            | Regno Unito   | 00:36:14 |
| 44   | Tulio Souza             | Brasile       | 00:36:14 |
| 45   | Michael Pirow           | Sudafrica     | 00:36:16 |
| 46   | David Walker            | Canada        | 00:36:18 |
| 47   | Tristan Taylor          | Australia     | 00:36:29 |
| 48   | Sean Hayhow             | Regno Unito   | 00:36:36 |
| 49   | Denzil Hunt             | Regno Unito   | 00:37:12 |
| 50   | Mark Archer             | Regno Unito   | 00:37:20 |

### Élite donne
| Pos. | Nome                 | Paese         | Totale   |
| ---- | -------------------- | ------------- | -------- |
|      | Samantha Warriner    | Nuova Zelanda | 00:33:23 |
|      | Elizabeth May        | Lussemburgo   | 00:33:48 |
|      | Charlotte Bonin      | Italia        | 00:34:42 |
| 4    | Caroline Jones       | Regno Unito   | 00:35:05 |
| 5    | Sara Desideri        | Italia        | 00:35:16 |
| 6    | Daniela Chmet        | Italia        | 00:35:19 |
| 7    | Judit Gyenesei       | Ungheria      | 00:35:25 |
| 8    | Alice Cabianca       | Italia        | 00:35:55 |
| 9    | Rosana Merino Santos | Brasile       | 00:36:11 |
| 10   | Vanessa Gianinni     | Brasile       | 00:36:27 |
| 11   | Sophie Whitnorth     | Regno Unito   | 00:37:20 |
| 12   | Anna Pang            | Australia     | 00:38:14 |
| 13   | Elly Franks          | Australia     | 00:38:19 |
| 14   | Sharon Beltrandelrio | Stati Uniti   | 00:38:31 |
| 15   | Heather Curnutt      | Stati Uniti   | 00:38:41 |
| 16   | Sharon Hill          | Regno Unito   | 00:38:45 |
| 17   | Amanda Hahn          | Stati Uniti   | 00:38:52 |
| 18   | Cathy Yndestad       | Canada        | 00:38:55 |
| 19   | Kate Balchin         | Regno Unito   | 00:39:04 |
| 20   | Jennifer Gowans      | Nuova Zelanda | 00:39:11 |
| 21   | Kirsti Robertson     | Regno Unito   | 00:39:37 |
| 22   | Katie Hislop         | Regno Unito   | 00:39:47 |
| 23   | Joanne Parker        | Regno Unito   | 00:39:51 |
| 24   | Deirdre Lack         | Nuova Zelanda | 00:40:03 |
| 25   | Deborah Holt         | Stati Uniti   | 00:40:33 |
| 26   | Thyciane Viegas      | Brasile       | 00:40:53 |
| 27   | Joanne Soutter       | Regno Unito   | 00:41:04 |
| 28   | Emma Riggs           | Irlanda       | 00:41:06 |
| 29   | Lindsay Hyman        | Stati Uniti   | 00:41:11 |
| 30   | Terry Latham         | Stati Uniti   | 00:41:28 |
| 31   | Hedla Lopes          | Brasile       | 00:41:31 |
| 32   | Lesley Byrne         | Regno Unito   | 00:42:05 |
| 33   | Joan Lennon          | Regno Unito   | 00:43:08 |
| 34   | Jennifer Milsom      | Regno Unito   | 00:44:02 |
| 35   | Jo Louis             | Regno Unito   | 00:45:54 |
| 36   | Tercia Figueiredo    | Brasile       | 00:46:01 |
| 37   | Catriona Pirie       | Regno Unito   | 00:49:19 |
| 38   | Peggy Crome          | Regno Unito   | 00:54:43 |
| 39   | Judith Barfoot       | Nuova Zelanda | 00:55:05 |
| 40   | Shirley Rolston      | Nuova Zelanda | 00:55:19 |

### Medagliere
| Pos. | Paese         | Oro | Argento | Bronzo |   |
| ---- | ------------- | --- | ------- | ------ | - |
| 1    | Nuova Zelanda | 2   | 0       | 1      | 3 |
| 2    | Ungheria      | 0   | 1       | 0      | 1 |
| 2    | Lussemburgo   | 0   | 1       | 0      | 1 |
| 4    | Italia        | 0   | 0       | 1      | 1 |